# Xavier de Guillebon
Pour les articles homonymes, voir Guillebon.
Xavier de Guillebon est un acteur français, né le 1er février 1963 à Paris.

## Biographie
Il a étudié l'art dramatique et le métier d'acteur au HB Studio à New York.
En 2003, il partage l’affiche du drame historique Bon Voyage avec Grégori Derangère. En 2004, Xavier de Guillebon intègre la distribution de L'Enquête corse d’Alain Berberian. L’acteur français joue aux côtés de Nathalie Baye dans le drame de Jacques Fieschi La Californie en 2006. La même année, Xavier de Guillebon est à l’affiche de La Tourneuse de pages et Da Vinci Code avec Tom Hanks, Jean Reno, Audrey Tautou.

## Filmographie sélective

### Cinéma
- 2000 : Le Goût des autres de Agnès Jaoui
- 2001 : Oui, mais... de Yves Lavandier
- 2001 : La Chambre des officiers de François Dupeyron
- 2002 : L'Auberge espagnole de Cédric Klapisch
- 2002 : Quelqu'un de bien de Patrick Timsit
- 2002 : Vivre me tue de Jean-Pierre Sinapi
- 2003 : Bon Voyage de Jean-Paul Rappeneau
- 2003 : Le Coût de la vie de Philippe Le Guay
- 2004 : L'Enquête corse de Alain Berberian
- 2005 : Je préfère qu'on reste amis...  d'Éric Toledano et Olivier Nakache : Phillipe
- 2006 : Da Vinci Code de Ron Howard
- 2006 : La Californie de Jacques Fieschi
- 2007 : La Traque de Laurent Jaoui
- 2007 : La Tourneuse de pages de Denis Dercourt
- 2011 : Moi, Michel G., milliardaire, maître du monde de Stéphane Kazandjian
- 2012 : La Mer à boire de Jacques Maillot
- 2013 : Un week-end à Paris de Roger Michell
- 2013 : Mon âme par toi guérie de François Dupeyron
- 2014 : On a failli être amies d'Anne Le Ny
- 2015 : Floride de Philippe Le Guay
- 2016 : Éternité de Trần Anh Hùng
- 2016 : Alliés de Robert Zemeckis
- 2017 : Corporate de Nicolas Silhol
- 2017 : Jalouse de David Foenkinos et Stéphane Foenkinos
- 2018 : Grâce à Dieu de François Ozon
- 2020 : Les Apparences de Marc Fitoussi
- 2022 : Le Parfum vert de Nicolas Pariser
- 2023 : Un jour fille de Jean-Claude Monod
- 2024 : Le Comte de Monte-Cristo de Alexandre de La Patellière et Matthieu Delaporte : M. de Morcerf
- 2024 : Niki de Céline Sallette : René Drouin

### Télévision
- 1989 : Les Nuits révolutionnaires de Charles Brabant
- 2003 : Marylin et ses enfants de Charlie Beléteau
- 2006 : Jeanne Poisson, marquise de Pompadour de Robin Davis
- 2010 : Vital Désir de Jérôme Boivin
- 2010 : Fais danser la poussière de Christian Faure
- 2011 : Mort d'un président de Pierre Aknine
- 2015 : On se retrouvera de Joyce Buñuel
- 2015 : Alex Hugo de Pierre Isoard
- 2015 : Ainsi soient-ils (saison 3) de Rodolphe Tissot
- 2017 : L'Art du crime, série réalisée par Charlotte Brändström et Éric Woreth
- 2018 : Victor Hugo, ennemi d'État de Jean-Marc Moutout
- 2019 : Prière d'enquêter de Laurence Katrian : Éric Maillard

## Doublage
- 2019 : Fleabag : ? ( ? ) (saison 2)

## Théâtre
- 1996 : Ivanov d'Anton Tchekhov, mise en scène Ludovic Lagarde, Festival du Jeune Théâtre d'Alès
- 2015 : Barbe-Bleue de Amélie Nothomb, mise en scène Pierre Santini, Festival d'Avignon off
- 2020 : Douze hommes en colère de Reginald Rose, mise en scène Charles Tordjman, théâtre Hébertot